# Batalla de la Route Coloniale 4
La batalla de la Route Coloniale 4 (en vietnamita Chiến dịch Biên giới [Campanya de la Frontera]) fou un enfrontament armat de la Guerra d'Indoxina. Va tenir lloc al llarg de la Ruta Colonial 4 (RC4, també coneguda com a Carretera 4), una carretera destinada a abastir la base militar francesa a Cao Bằng. El trànsit militar francès per la carretera havia estat prèviament sotmès a una sèrie d'emboscades durant els anys 1947-1949.
L'objectiu del Việt Minh a la Campanya de la Frontera de 1950 era netejar la zona al voltant de la frontera Vietnam-Xina per facilitar el flux de material provinent de la República Popular Xina, acabada de constituir. En aquesta campanya, el Việt Minh també va intentar provar noves tàctiques i obtenir noves experiències en una batalla a gran escala que el Việt Minh no havia provat mai anteriorment. La batalla va durar del 30 de setembre al 18 d'octubre de 1950 i va resultar en una derrota francesa. Diverses unitats de l'exèrcit francès, incloent-hi alguns batallons de la Legió Estrangera Francesa, van ser anihilades pel Việt Minh i van deixar d'existir com a unitats de combat.

## La RC4 a la Guerra d'Indoxina
Durant la Guerra d'Indoxina (1945–1954), les forces franceses van intentar restablir el control colonial del Vietnam, mentre que les forces guerrilleres vietnamites, el Việt Minh, dirigit per Ho Chi Minh, van lluitar per assolir la independència de tot el Vietnam (Tonkin al nord, Annam al centre i Cotxinxina al sud). Inicialment, el Việt Minh van tenir poc èxit en enfrontar-se a les forces franceses, més ben equipades. La seva situació va millorar el 1949 després que l'Exèrcit Popular d'Alliberament xinès de Mao Zedong derrotés l'exèrcit nacionalista dirigit per Chiang Kai-shek. Això va donar al Việt Minh, ara integrat gairebé completament per membres del Partit Comunista del Vietnam, un refugi segur per a l'organització i la formació, així com un aliat per proporcionar-los armes i suport logístic.
Võ Nguyên Giáp, el cap militar del Việt Minh, va llançar una ofensiva contra els francesos a principis de 1950. De febrer a abril, la seva operació Le Hong Phong I es va dur a terme a la vall del riu Vermell, que va donar al Việt Minh el control del nord-oest de Tonkin, a prop de la frontera xinesa. La zona es va convertir en un reducte del Việt Minh, tret de la carretera RC4 (Route Coloniale 4). El 25 de maig, 2500 tropes del Việt Minh van desbordar la fortalesa francesa a Đông Khê, que es trobava al centre estratègic de la RC4, tallant així la línia de subministrament entre les posicions franceses de Cao Bằng i Lạng Sơn. Els paracaigudistes francesos van recapturar Đông Khê la nit del 27 de maig i una companyia de legionaris es va fer càrrec del fort.
L'exèrcit regular del Việt Minh havia augmentat em efectius i experiència respecta les primeres ofensives. A principis de setembre, comprenia aproximadament 100.000 combatents en 70 batallons, amb 33 altres batallons de forces regionals (40.000 homes) i uns 60.000 efectius locals de suport. Giap va començar a fustigar posicions franceses al llarg de la RC4 amb mines i emboscades. Els francesos van respondre desmantellant els seus petits posts al llarg de la carretera i concentrant les forces de la zona a les posicions fortificades de Đông Khê i Cao Bằng. Giap va planejar llançar un altre assalt contra les posicions franceses amb l'operació Le Hong Phong II.
El 16 de setembre, cinc batallons d'infanteria del Việt Minh i un batalló d'armes pesants van atacar Đông Khê. En aquell moment tenia una guarnició d'unes 300 tropes de la Legió Estrangera: la 5a i 6a companyies del 2n batalló del 3e Régiment Étranger d'Infanterie (3 REI). El 18 de setembre, el fort va caure després de forts combats i només 12 supervivents es van poder escapar al lloc proper a Thất Khê. 140 legionaris havien estat fets presoners, la resta morts o desapareguts. Thất Khê es va reforçar ràpidament amb el 1r batalló de paracaigudistes de la Legió Estrangera (1e Batailon Étranger de Parachutistes, 1 BEP), que va saltar el 17 de setembre. L'1 BEP esperava a Thất Khê mentre una força de tropes colonials franceses, el 1r i 11è tabors marroquins (1e i 11e GTMEO, Groupement de Tabors Marocains en Extrême-Orient), es reunien a Lạng Sơn. La força combinada designada com a Groupement Bayard comprenia 3.500 homes sota el comandament del coronel Le Page. La força de combat va llançar una incursió d'intel·ligència, capturant presoners que van revelar que estava prevista una ofensiva massiva del Việt Minh.
Mentrestant, el general Marcel Carpentier, comandant en cap d'Indoxina francesa, va decidir evacuar Cao Bằng. El comandant del fort de Cao Bằng, el coronel Charton, va rebre l'ordre de destruir els seus equips pesants i el transport motoritzat i evacuar cap a Đông Khê. El pla era que el Groupement Bayard es dirigís al nord cap a Thất Khê i reprengués Đông Khê, mantenint-lo prou com per connectar amb el grup Cao Bằng. Aquest grup estava compost per 2.600 soldats i 500 civils, aquests últims majoritàriament partisans thai profrancesos i les seves famílies.

## La batalla de la RC4
El 30 de setembre, el Groupement Bayard va sortir de Thất Khê, dirigit pel 1 BEP. No obstant això, Giap havia concentrat deu batallons al voltant de Đông Khê, reforçats per un regiment d' artilleria, juntament amb les forces restants de Le Hong Phong I. El Việt Minh va repel·lir la força francesa, que es va veure obligada a retirar-se i a esperar el suport aeri. Le Page va renovar l'atac el 2 d'octubre, avançant cap a l'oest per evitar Đông Khê, ja que els efectius del Việt Minh eren aclaparadors.
Mentrestant, el grup del coronel Charton, liderat pel 3r batalló del 3 REI, va deixar Cao Bằng l'1 d'octubre; al contrari de les ordres, va dur amb ell l'equipament pesant. El moviment del grup cap a la RC4 es va alentir per les emboscades del Việt Minh. Després d'uns quants combats aferrisats, finalment van abandonar l'equipament pesant i van enllaçar amb el Groupement Bayard als turons dels voltants de Đông Khê el 5 d'octubre.
Les forces franceses van ser conduïdes al congost de Coc Xa, on van ser completament anihilades el 7 d'octubre. Martin Windrow assenyala que «Uns 130 del batalló de paracaigudistes de la Legió, dels 500 que havien saltat, van aconseguir sortir d'aquesta lluita; només havien pogut fugir despenjant-se per les lianes d'un penya-segat d'uns 30 metres, amb els ferits lligats a l'esquena».
En un intent de donar suport a les tropes atrapades, la 1a companyia de reemplaçaments del 1 BEP (120 homes) del tinent Loth s'havia unit a 268 homes del 3r batalló colonial de comandos paracaigudistes (3 BCCP, Bataillon Colonial de Commandos Parachutistes) del capità Cazeaux i van ser llançats a Thất Khê el 8 d'octubre, però al llarg de la setmana següent també van acabar destruïts. Només 23 supervivents del 1 BEP, dirigits pel capità Jeanpierre, van aconseguir escapar a les línies franceses: es va convertir en el primer batalló francès de paracaigudistes perdut en combat, seguit pel 3 BCCP, del qual només 14 soldats van tornar indemnes.

## Conseqüències
Dels més de 6.000 soldats i civils francesos implicats en l'operació, només 700 van arribar a les línies franceses. Lạng Sơn, la següent base francesa al sud, va ser abandonada el 17 d'octubre i el 18 d'octubre el comandament francès va evacuar els llocs al sud de Lạng Sơn a la RC4. El pànic es va estendre a Hanoi i es va parlar d'una evacuació general. Tanmateix, al final, el general Jean de Lattre de Tassigny va substituir Carpentier com a comandant en cap d'Indoxina francesa a finals del 1950 i va restablir la moral, iniciant una campanya de reorganització i consolidació.